# Debit
Debit – zezwolenie urzędu cenzury na rozpowszechnianie wydawnictwa. Także zezwolenie na sprowadzanie wydawnictw zagranicznych (tzw. debit pocztowy albo komunikacyjny).
Słowo pochodzi od francuskiego wyrazu débit, oznaczającego „sprzedaż”, „zbyt”, „miejsce sprzedaży”. To określenie wywodzi się z kolei z łacińskiego źródłosłowu debēre („być [komuś] winnym”), podobnie jak wyraz debet.
W polskim prawie prasowym do roku 1990 przepisy prawa określały pozbawienie debitu komunikacyjnego jako sankcję wiążącą się z zakazem rozpowszechniania druku wydawanego za granicą. Według prawa prasowego z 1938 roku prawo pozbawiania debitu miał Minister Spraw Wewnętrznych, w 1946 roku uprawnienie to przeszło na Główny Urząd Kontroli Prasy, Publikacji i Widowisk. Ustawa z roku 1981 przewidywała pozbawienie czasopisma zagranicznego debitu na okres jednego do pięciu lat, jeżeli w stosunku do niego orzeczono trzykrotnie zakaz rozpowszechniania. Zarządzenie o pozbawieniu debitu podlegało publikacji w Monitorze Polskim. Sprowadzanie publikacji zagranicznych objętych zakazem było dozwolone bibliotekom, w celach uzasadnionych ich statutową działalnością, oraz instytucjom i osobom, ze względu na cele zawodowe lub naukowe, lub po uzyskaniu zgody Głównego Urzędu Kontroli Publikacji i Widowisk, także w innym celu.
Wydawnictwa rozpowszechniane bez stosownego zezwolenia (tzw. wydawnictwa podziemne) bywały określane jako bezdebitowe (najczęściej wydawcy takich publikacji nigdy o takie zezwolenie nie występowali).